# 매슈 스피라노비치
매슈 토머스 스피라노비치(영어: Matthew Thomas Špiranović, 1988년 6월 27일 ~ )는 오스트레일리아의 은퇴한 축구 선수로서, 포지션은 중앙 수비수였다.

## 축구인 경력

### 선수 경력
오스트레일리아 스포츠 연구소(AIS) 축구 유소년 팀에 소속되어 있던 스피라노비치는 2006년 10월 독일의 1. FC 뉘른베르크에서 2주 동안의 입단 테스트를 받은 후 좋은 평가를 받아 입단에 성공하였다. 2007년 1월 보루시아 묀헨글라트바흐와의 경기에서 데뷔전을 치렀고 이후 2006-07 시즌에 총 8번의 리그 경기에 출전하였다. 하지만 이후 햄스트링 부상에 의한 장기 결장 등으로 많은 경기에 출전하지 못하였고 2010년 1월 일본 J리그의 우라와 레드 다이아몬즈에 1년 간 임대로 합류하였다. 임대 이후에도 잦은 부상이 이어져 많은 경기에 출전하지 못하였으나 그의 경기력을 높이 평가한 우라와는 완전 영입을 시도하였고 그 해 12월, 완전 이적이 확정되었다.

### 국가대표 경력
오스트레일리아의 각 급 국가대표팀을 거쳐 2008년 5월 A매치 데뷔전을 치렀다. 이후 대표팀에 소집되지 못하였으나 2010년 우라와 레즈로 이적한 이후 소속팀에서 많은 출전 기회를 부여받자 대표팀 승선 기회를 얻기 시작하였다.